# Пэйл, Эдвард
Эдвард Пэйл-старший (англ. Edward Peil Sr.; 18 января 1883, Расин, Висконсин — 29 декабря 1958, Голливуд, Калифорния) — американский актёр кино. С 1913 по 1951 год снялся более чем в 370 фильмах. Родился в Расине, штат Висконсин, умер в Голливуде, штат Калифорния.

## Избранная фильмография
- 1915 — / The Living Death
- 1919 — Сломанные побеги / Broken Blossoms — Злобный Глаз
- 1924 — Железный конь — нет в титрах
- 1932 — Безумное кино / Movie Crazy — официант (нет в титрах)
- 1943 – Вне закона / The Outlaw
- 1949 — Самсон и Далила / Samson and Delilah